# Dechsel

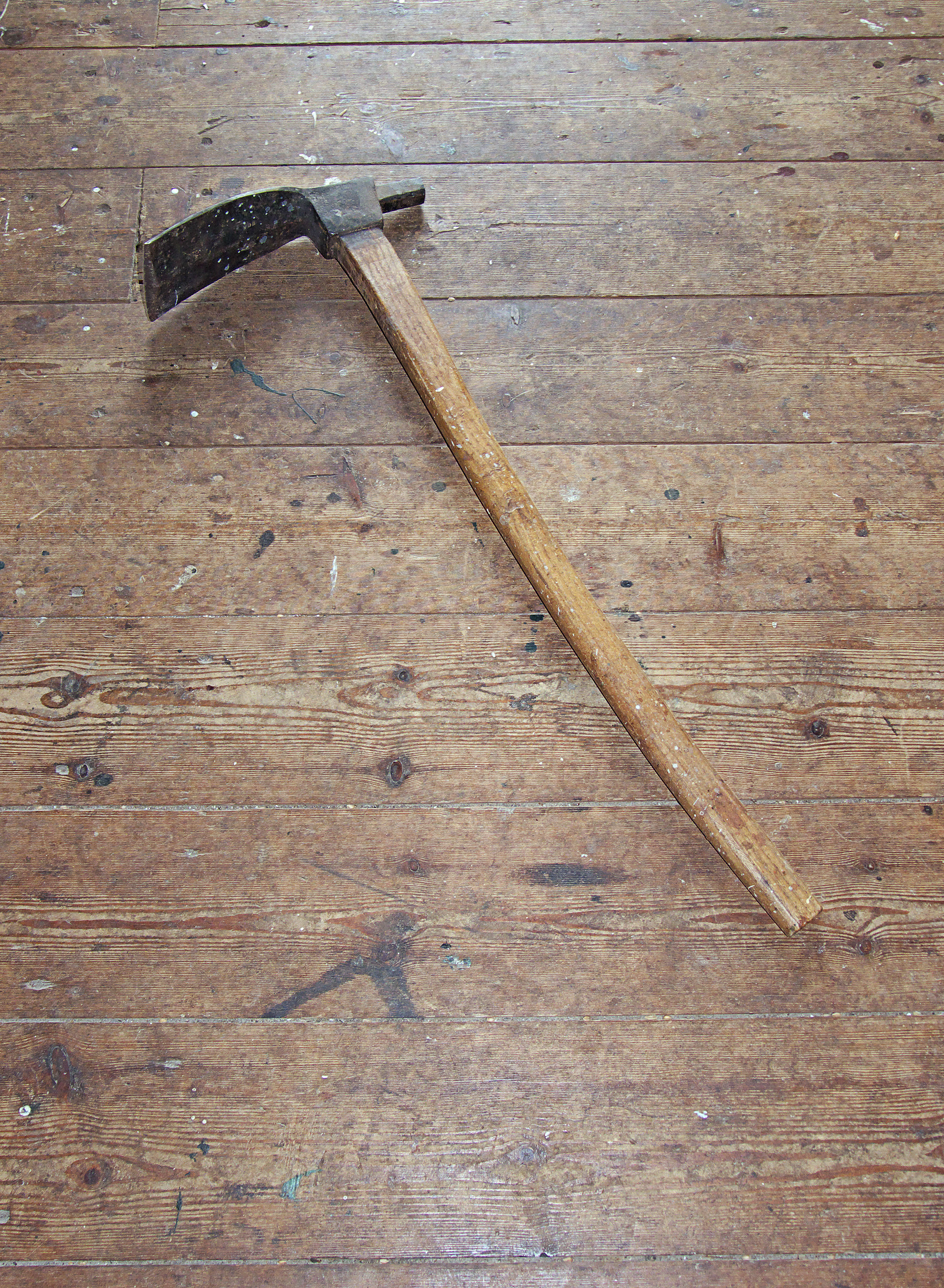
Dechsel

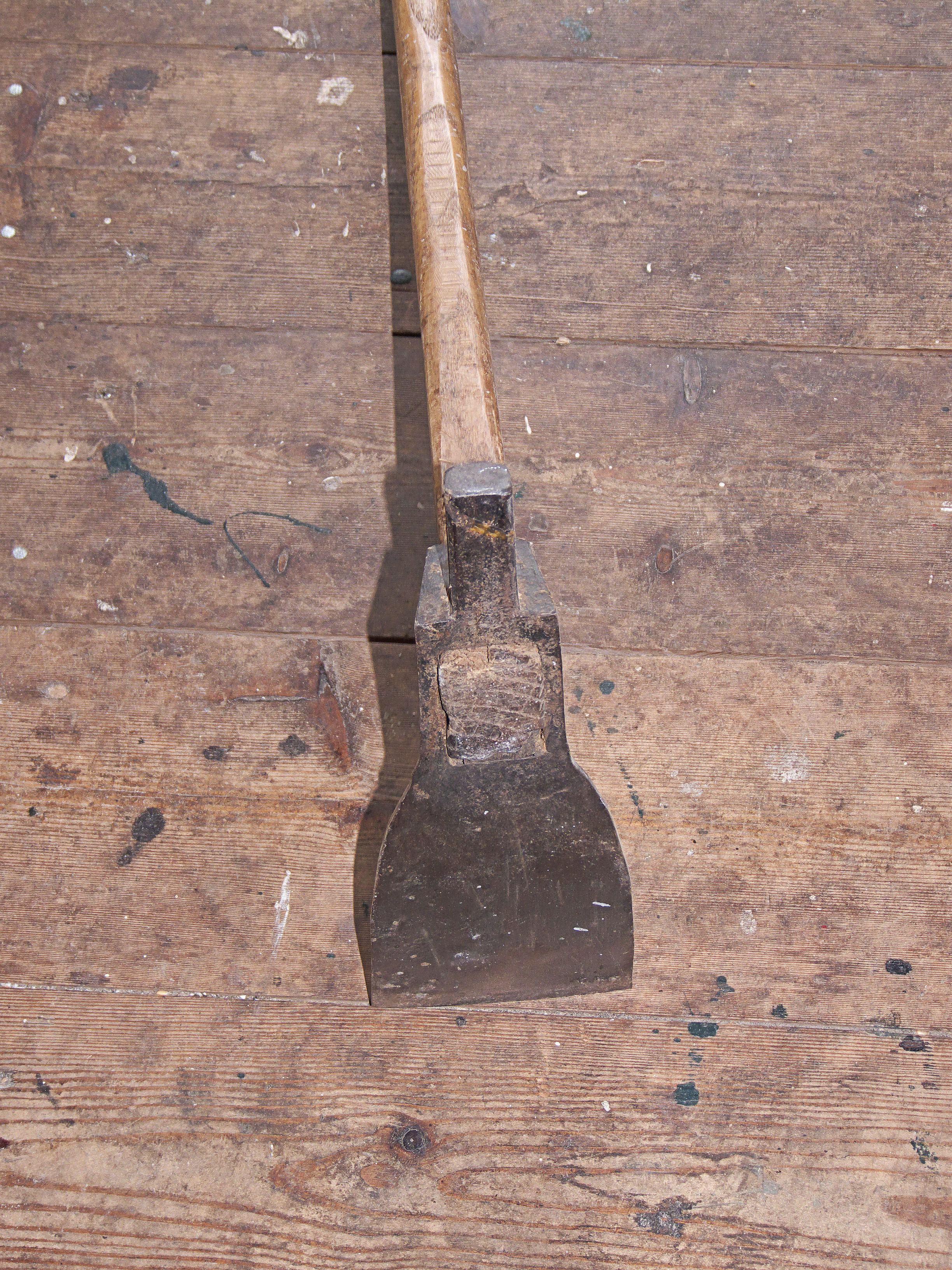
Dechselöhr

Die Dechsel (f., regional in der Schweiz und in Bayern m.; Plur. -n), auch Dexel, Deichsel, Dachsbeil oder Querbeil, ist ein Werkzeug, das bei der Holzbearbeitung zum Abnehmen großer Spanmengen wie auch zum Schlichten und Glätten dient. Sie ist wie ein Beil geschäftet. Anders als bei Axt und Beil ist das Blatt der Dechsel quer zum Stiel gerichtet. Es gibt das Werkzeug mit langem Stiel für beidhändigen Schlag wie mit einer Hacke oder mit kurzem Stiel für eine Hand.
Das Blatt ist zum Stiel gebogen. Die Schneide ist einseitig an der dem Stiel zugewandten Seite angeschliffen. Der Stiel wird zumeist von oben in das konische Öhr eingesteckt und nicht verkeilt. Der Kopf zieht sich so beim Gebrauch selber fest. Zum Schärfen kann zudem der Stiel aus dem Kopf entfernt werden. Diese Vorteile entfallen bei Dechseln mit verkeiltem Schaft. Der Keilwinkel der Schneide beträgt etwa 17 bis 25 Grad.

## Etymologie
Das Wort Dechsel kommt aus althochdeutsch dëhsa, dëhsala, dësla und mittelhochdeutsch dëhse, dëhsel, davon abgeleitet entwickelten sich mundartlich auch Texel, Tegsel, Deichsel, Dessel, Dissel, Distel, Daxel. Johann Christoph Adelung führte in seinem 1774 erstmals erschienenen Wörterbuch der Hochdeutschen Mundart das Holzwerkzeug Deichsel über den Wortstamm stechen ‚stehen‘ mit dem Begriff Deichsel – der Einspannung am Wagen – zusammen. Die Brüder Grimm nennen in ihrem um 1850 erstellten Artikel Dechsel im Deutschen Wörterbuches nur den Wortstamm ahd. dëhsen ‚schwingen‘, da sich aus dem „ë“ am besten der Lautwechsel zu „i“ und „a“ erkläre. Als Beleg wird das Flachsschwingen genannt, wofür ein „breiter, der Klinge eines Schwerts ähnlicher Stab von Eisen oder Holz“ verwendet wurde, im Mittelhochdeutschen mit dehsîsen oder dehsschît bezeichnet. Die unterschiedliche Herleitung könnte dafür verantwortlich sein, dass in Süddeutschland und der Schweiz bis heute die männliche Form der Dechsel verwendet wird.
Ältere Wörterbücher und ein Teil der Fachliteratur führen die maskuline Bezeichnung der Dechsel, auch in der Schreibweise Dexel, der moderne Duden nur das feminine Genus die Dechsel.
Die verwandten nordischen Namen des Werkzeugs dänisch tængsel und Nebenformen, schwedisch tängsla (Dialekt) und norwegisch teksle werden von altnordisch Þexla und runisch Þæxla ‚Axt‘ hergeleitet.

## Prähistorische Dechseln

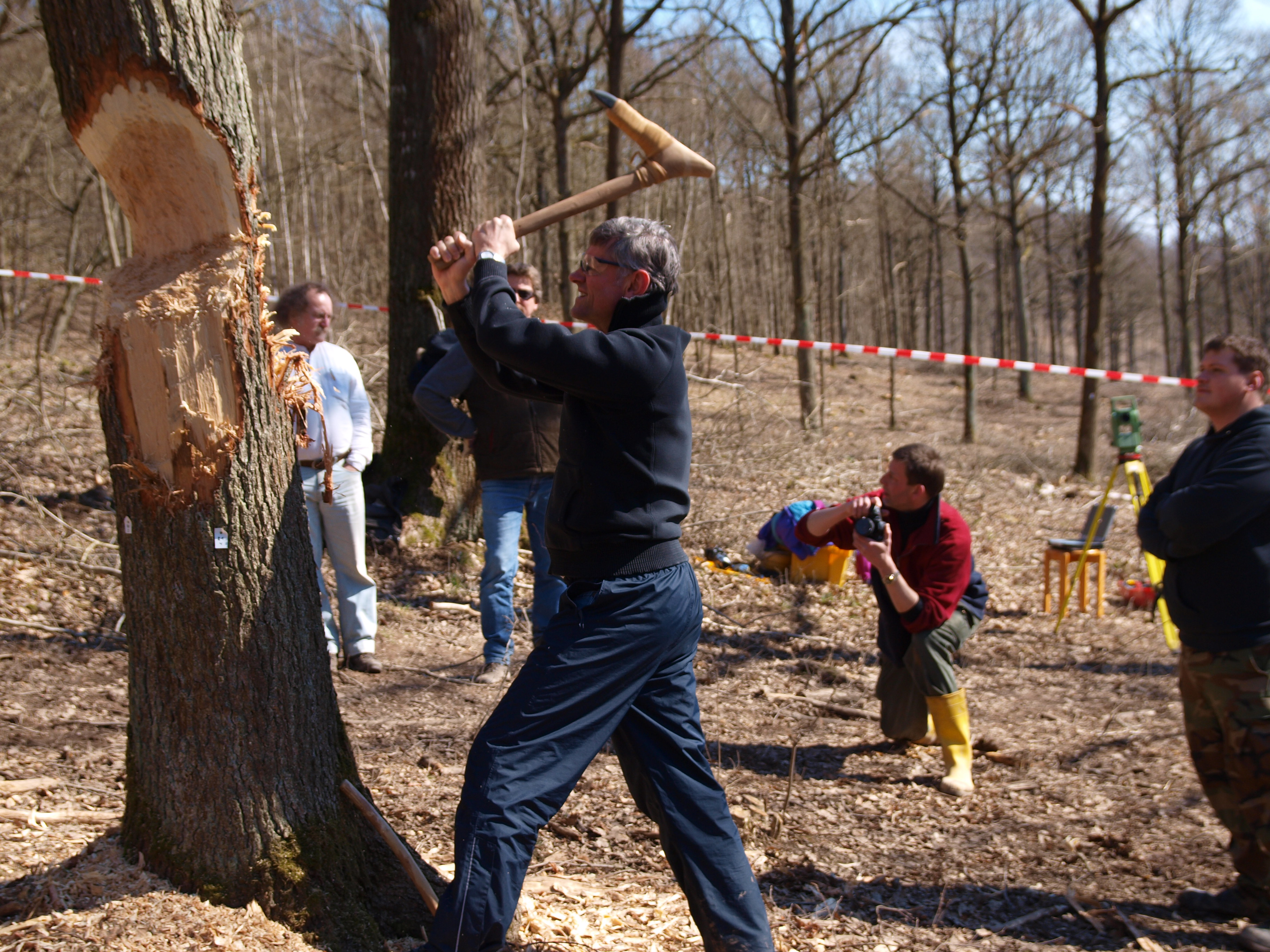
Baumfällversuch mit der Rekonstruktion einer bandkeramischen Dechsel im experimentalarchäologischen Feldversuch

Zur Schäftung siehe: Schäftung (Vor- und Frühgeschichte)
Die Dechseln prähistorischer Kulturen waren während der Steinzeit weit verbreitete Werkzeuge, deren Funktionsweise modernen Dechseln mit Stahlklinge entsprochen haben könnte.
Während der ersten bäuerlichen Kulturen im Alt- und Mittelneolithikum war die Dechsel aus geschliffenem Felsgestein (Amphibolit) das typische Holzbearbeitungswerkzeug.

### Mesolithikum
Dechseln gibt es seit der Mittelsteinzeit (Mesolithikum), wo sie als Grundtypen entweder Scheibenbeil oder Kernbeil genannt werden. Viele mesolithische Dechseln im nördlichen Mitteleuropa waren aus Feuerstein gefertigt.
Für keine der beiden Gruppen ist die Querschäftung oder eine Verwendung als Holzbearbeitungsgerät belegt.

### Linienbandkeramik
Die schmalhohe Dechsel der Bandkeramik wird traditionell als Schuhleistenkeil bezeichnet, nach den Leisten des Schuhmachers. Ähnlichkeiten mit dem hölzernen Leisten sind mit der flachen Unterseite und der gewölbten Oberseite vorhanden, so dass oft ein D-förmiger Querschnitt vorliegt. Neutraler werden sie heute als „schmal-hoher Dechseltyp“ bezeichnet. Eine Klassifikation der Schuhleistenkeile nach Formentypen ist nur bedingt möglich, da durch Abnutzung und Nachschärfung der Klinge eine Formveränderung stattfinden kann. Neben den dorsal aufgewölbten gibt es in der Bandkeramik auch flache und breite Klingen, die als „Flachbeil“ oder – nach der zunächst angenommenen Verwendung – als „Flachhacke“ identifiziert werden.
Arbeitsspuren von Dechseln wurden vielfach an den Bohlen bandkeramischer Brunnenkästen gefunden.

### Mittelneolithikum
In den mittelneolithischen Folgekulturen der LBK, besonders in der Stichbandkeramik, der Hinkelstein-Kultur, Großgartacher Kultur, Rössener Kultur und Lengyel-Kultur, gab es durchlochte Schuhleistenkeile. Die durchlochten Dechseln repräsentieren ausschließlich den schmal-hohen Typ und werden als Typ Schuhleistenkeil von den mittelneolithischen Flachbeilen unterschieden. Die Lochung in der Schmalachse eines Beiles wäre lang und daher besonders aufwendig, daher erfolgte die kürzere Querlochung. Da die Lochdurchmesser meist recht klein sind, ist unwahrscheinlich, dass diese mit einem hölzernen Schaft als Äxte eingesetzt wurden. Sofern sie lediglich zur Fixierung der Dechseln mittels Schnüren bzw. Riemen gedient haben, können die Durchlochungen waagerecht gelegen haben, so dass dann ebenfalls eine Dechselschäftung mit quer liegender Schneide vorliegt. Alternativ dazu werden diese durchlochten und meist sehr schweren Schuhleistenkeile als Setzkeile (zur Holzspaltung) interpretiert.

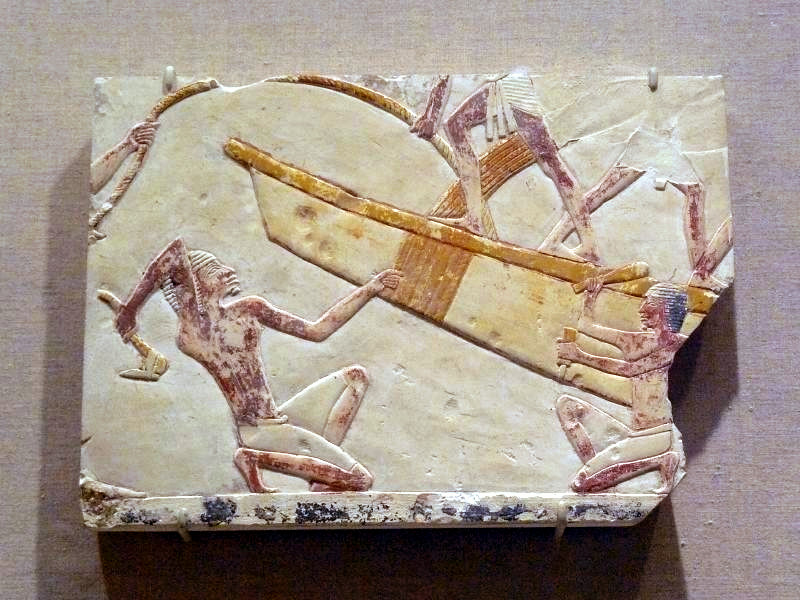
Bootsbau im Alten Ägypten

### Dechselklingen aus Steingrundformen

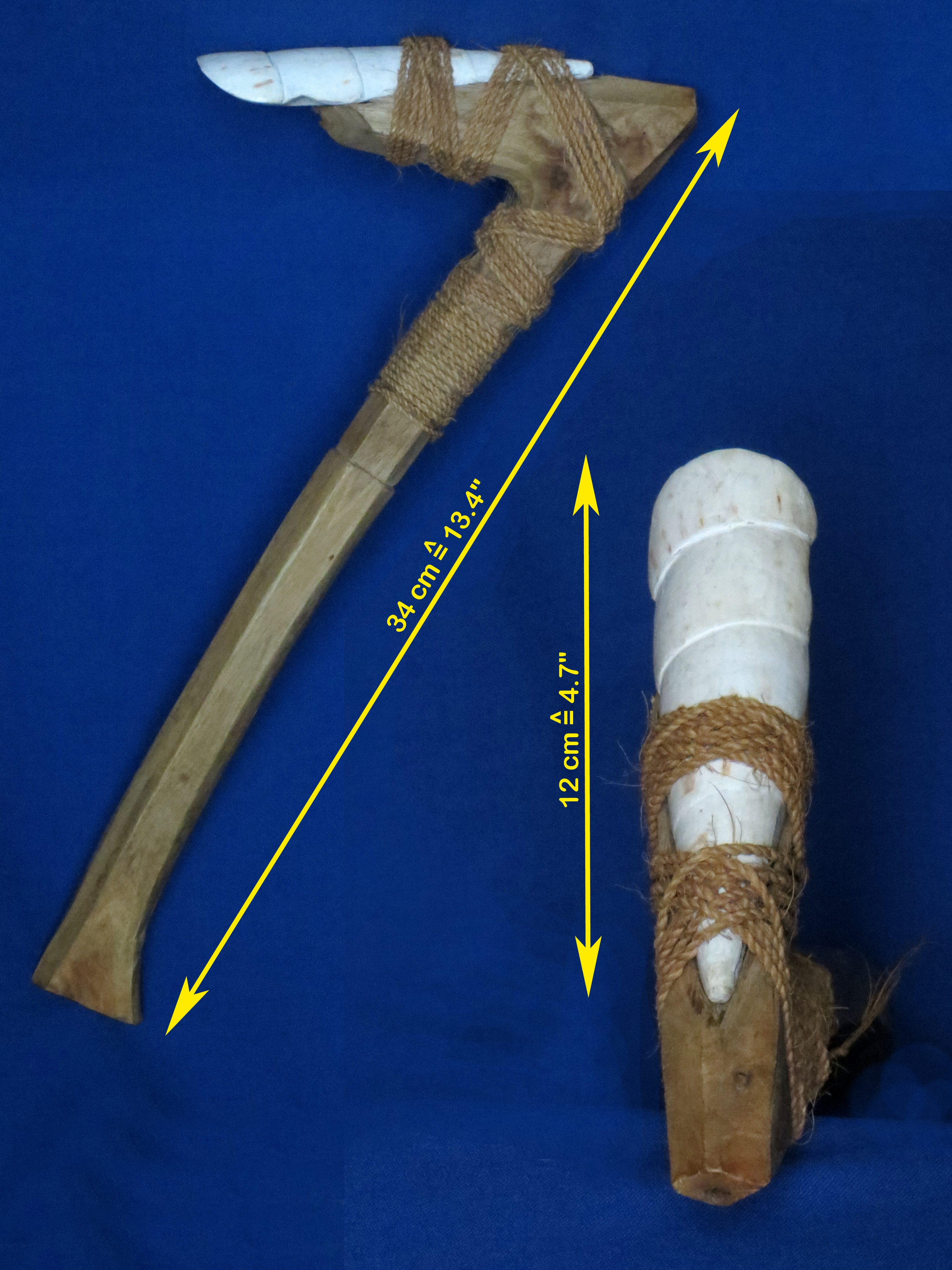
Polynesische Dechsel

Vom Jungneolithikum, über das Spätneolithikum bis zum Endneolithikum, d. h. zwischen ca. 4400 und 2200 v. Chr., treten Dechselklingen aus Steingrundformen auf, welche sich von den Schuhleistenkeilen in ihrer Form unterscheiden.

### Kupfersteinzeit und Frühgeschichte
In der frühen Kupfersteinzeit und der Glockenbecherzeit treten in Spanien Doppeldechseln auf. Aus dem Alten Ägypten sind Abbildungen von Steinmetzen mit Dechseln überliefert. Es spielte auch als sakrales Instrument der Mundöffnungszeremonie eine Rolle im ägyptischen Jenseitsglauben. Während der Römerzeit wurde die Dechsel als Attribut des Zimmermanns dargestellt, wie auf einem römischen Grabstein aus Bordeaux überliefert ist.

### Pazifikraum
Die Polynesier kannten bis zu den ersten Kontakten mit europäischen Entdeckern keine Metalle. Sie benutzten Dechseln mit Klingen aus Muscheln in verschiedensten Größen, um Holz zu bearbeiten und u. a. die Auslegerkanus zu bauen, mit denen sie die Inseln des Pazifiks besiedelten.

## Eiserne Dechsel

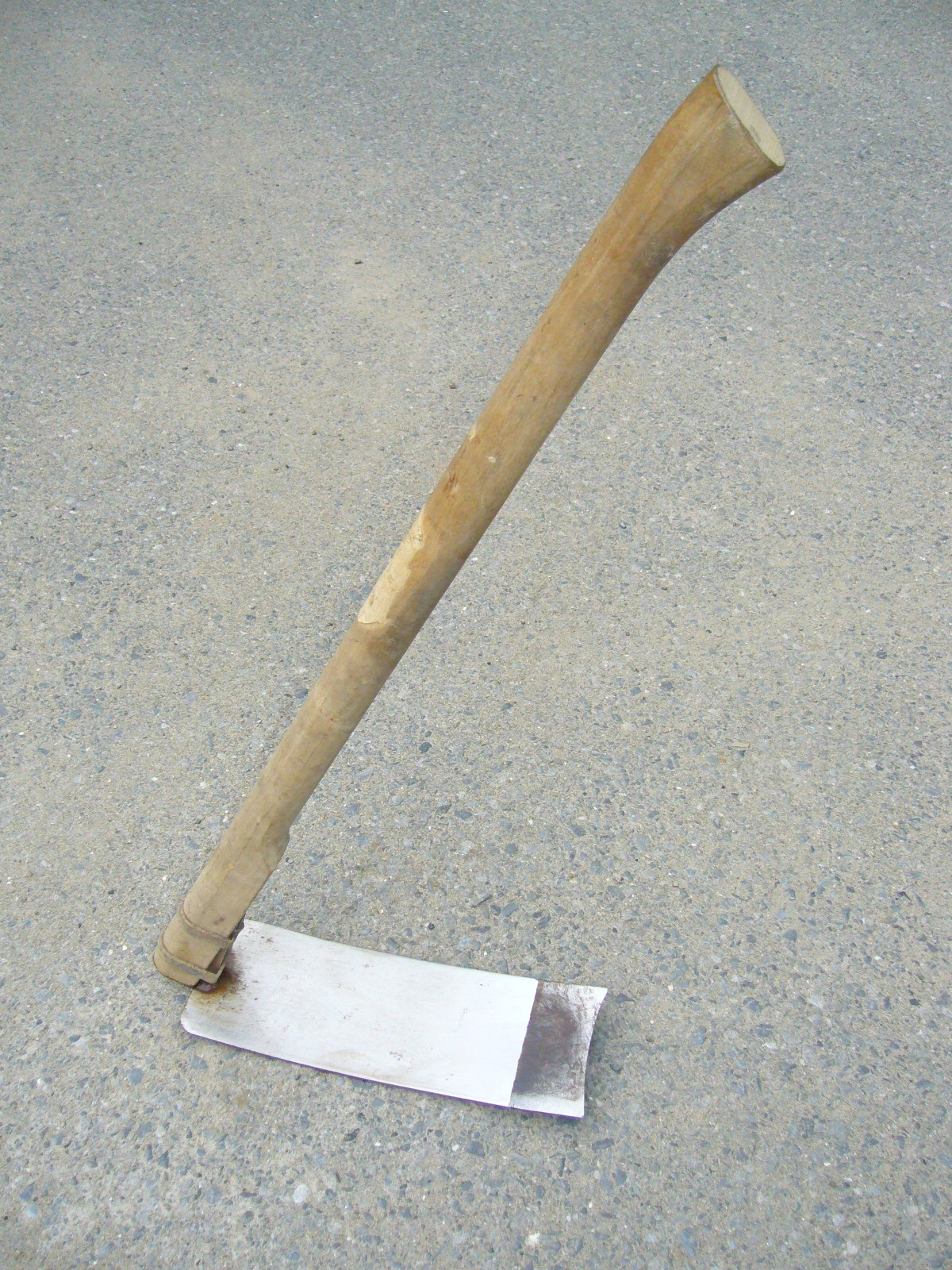
Japanische Kuwa

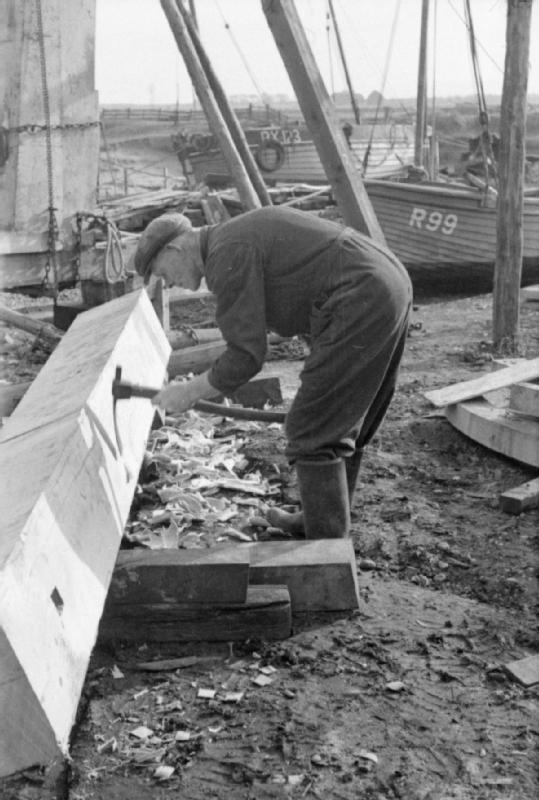
Englischer Schiffszimmermann (1944)

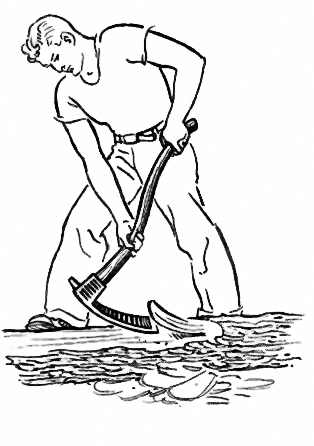
Behauen eines Stammes mit einer langstieligen Flachdechsel

Es gibt eine Reihe von Ausführungen mit längerem und kürzerem Stiel und verschieden geformten Blättern für unterschiedliche Arbeitszwecke und Methoden. Sie fanden in der Zimmerei und im Schiffbau Verwendung. Aufgrund der Stellung der Schneide kann die metallische Dechsel gut zum Glätten von Oberflächen eingesetzt werden. Die kleine Handdechsel (Größe des Beils, nicht der Axt) ist in allen möglichen Tätigkeiten zu finden, bei denen es um die Rohzubereitung von Hölzern geht – die Feinarbeit (Putzen) wird mit dem Reifeisen oder Hobeln gemacht. Bei den kleinen Dechseln finden sich auch Formen mit hammerartigem Kopf auf der Rückseite, die auch als Hammer benutzt werden (etwa bei den Zimmerleuten und Böttchern/Küfern). Die Anstellung und Längskrümmung variiert (etwa krumm bei Stellmachern, gerade bei Sattlern, wo man auch Leder damit stanzt). Je nach Querkrümmung des Blatts unterscheidet man Flachdechseln zum Schlichten (Glätten) und Hohldechseln zum Aushöhlen. Hierbei gibt es auch U-förmige und für die Bearbeitung von Innenkanten V-förmige Dechseln, wie bei den analog benannten Stechbeiteln. Um gute Ergebnisse zu erzielen, muss die Schneide der Dechseln extrem scharf sein.
Zum Aushöhlen von Holz (historische Zwecke etwa Einbäume, Brunnentröge, hölzerne Dachrinnen, hölzerne Behälter) ist er bis heute nur durch die Motorsäge und spezielle Freihand-Fräsmaschinen ersetzbar.
In der Rodehacke (Reuthaue) findet sich eine Übergangsform zur Haue, die für Erdarbeiten ebenso taugt wie zum Hacken von Wurzelwerk, Baumstümpfen oder Schwachholz.
Neben den oben beschriebenen gibt es regionale Abweichungen der Dechselformen in Spanien, Portugal (dort als Aleppo bezeichnet) und Griechenland (mit um 60° gedrehter, gebogener oder in spitzem Winkel gestellter Schneide).

### Zimmerhandwerk
Im Zimmerhandwerk werden zur Holzbearbeitung vor allem die Flachdechsel und die Hohldechsel verwendet. Beide gibt es in den Varianten „kurzstielig“, um auf Brusthöhe, und „langstielig“ (siehe Bild), um das Werkstück auf Fußhöhe zu bearbeiten. Mancherorts war die kurze Dechsel mit Hammerkopf anstelle des Zimmermannshammers verbreitet, da mit ihm sowohl genagelt und geschlagen als auch das Holz nachgerichtet und angeglichen werden kann. Oft verfügte diese Einhanddechsel über ein Nagelloch zum Ziehen von Nägeln. Seit dem Einsatz von Motor- und Elektrowerkzeugen wird die Dechsel vom Zimmerer im Neubau nicht mehr eingesetzt, kommt aber noch zum Beispiel beim Restaurator im Zimmerhandwerk und im Fachwerkbau vereinzelt zum Einsatz. Die Dechsel verleiht dem Bauholz eine charakteristische Oberflächenstruktur (gehacktes Holz), wie es auch durch das Zurichten mit dem Beschlagbeil entsteht.

### Dechseln in der Pecherei

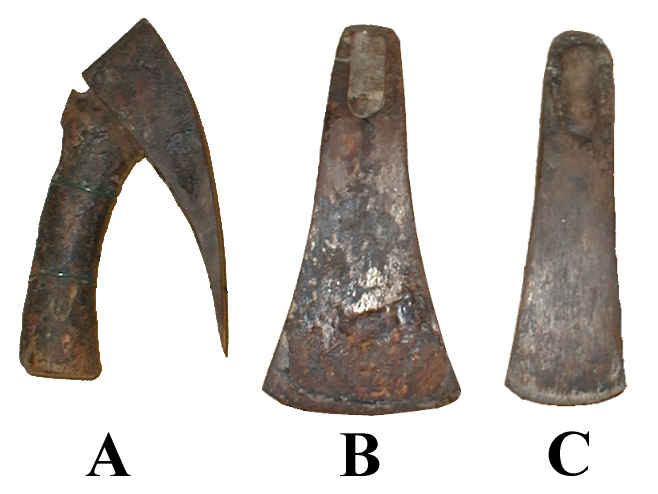
Pecherdechsel: A seitlich, B Fürhackdechsel, C Plätzdechsel

Die beim Pechen eingesetzten Formen sind sehr kurzstielig, um ein exaktes Arbeiten auch unter schwierigen Verhältnissen (auf hohen Leitern und nahe am Baumstamm) zu ermöglichen. Es gibt zwei Formen dieser Werkzeuge, die Plätzdechsel und die Fürhackdechsel, die sich durch die Breite der Klinge unterscheiden. Während die Plätzdechsel mit der schmalen Klinge eingesetzt wurde, um mit Schlägen von oben nach unten die Rinde vom runden Stamm des Baumes zu entfernen (dabei wäre aufgrund der Krümmung des Stammes eine breite Klinge nutzlos), wurde mit der breiten Klinge der Fürhackdechsel die Laß (eine schräg nach unten verlaufende Rille) in den von der Rinde bereits befreiten Stamm eingehackt, die dann zur Aufnahme der Pechscharten diente. In neuerer Zeit wurde die Dechsel als Werkzeug zum Abtragen der Rinde durch den Hobel ersetzt, der einfacher zu handhaben war und mit nur einem quer geführten Schnitt einen großen Rindenstreifen abtragen konnte.
Da die Dechseln die wichtigsten Werkzeuge der Pecher waren, wurden sie auch zu ihrem Zunftzeichen und finden sich auf den Wappen vieler Orte, in denen die Pecherei betrieben wurde.

### Arbeitssicherheit
Aufgrund der Schärfe der Dechsel und der Schlagrichtung auf den Körper zu ist die Benutzung der Dechsel mit einem großen Gefahrenpotential verbunden. Besonders die lange, zweihändig geführte Dechsel zielt in ihrer Schlagbewegung auf die Füße und Unterschenkel und war eine der häufigsten Verletzungsursachen in der Zimmerei und dem Schiffbau. Auch das ständige Mitführen der kurzen Dechsel als Universalwerkzeug des Zimmermanns war gefährlich und ist gemäß den meisten heutigen Arbeitsschutzbestimmungen untersagt.

## Steinmetzdechseln
Die Bearbeitung von Stein mit einem Querbeil ist bereits auf altägyptischen Darstellungen zu sehen. Auch in der römischen Antike war dieses Werkzeug verbreitet. Ab dem Mittelalter ist in zeitgenössischen Abbildungen jedoch sehr viel häufiger ein normales Flächbeil mit Schneide parallel zum Griff zu sehen, diese Form wird in Deutschland heute ausschließlich verwendet. In Frankreich dagegen ist ein Kombiwerkzeug aus normalem Beil und Querbeil unter dem Namen polka bis heute in Verwendung. Man benutzt es für schwer zugängliche Ecken.
Im Gegensatz zu den hier dargestellten Holzwerkzeugen ist der Winkel zwischen Griff und Schneide beim Steinwerkzeug weniger spitz.
Eine häufige Abart ist das Querbeil mit gezahnter Schneide.

## Kombinationswerkzeuge

### Pulaski

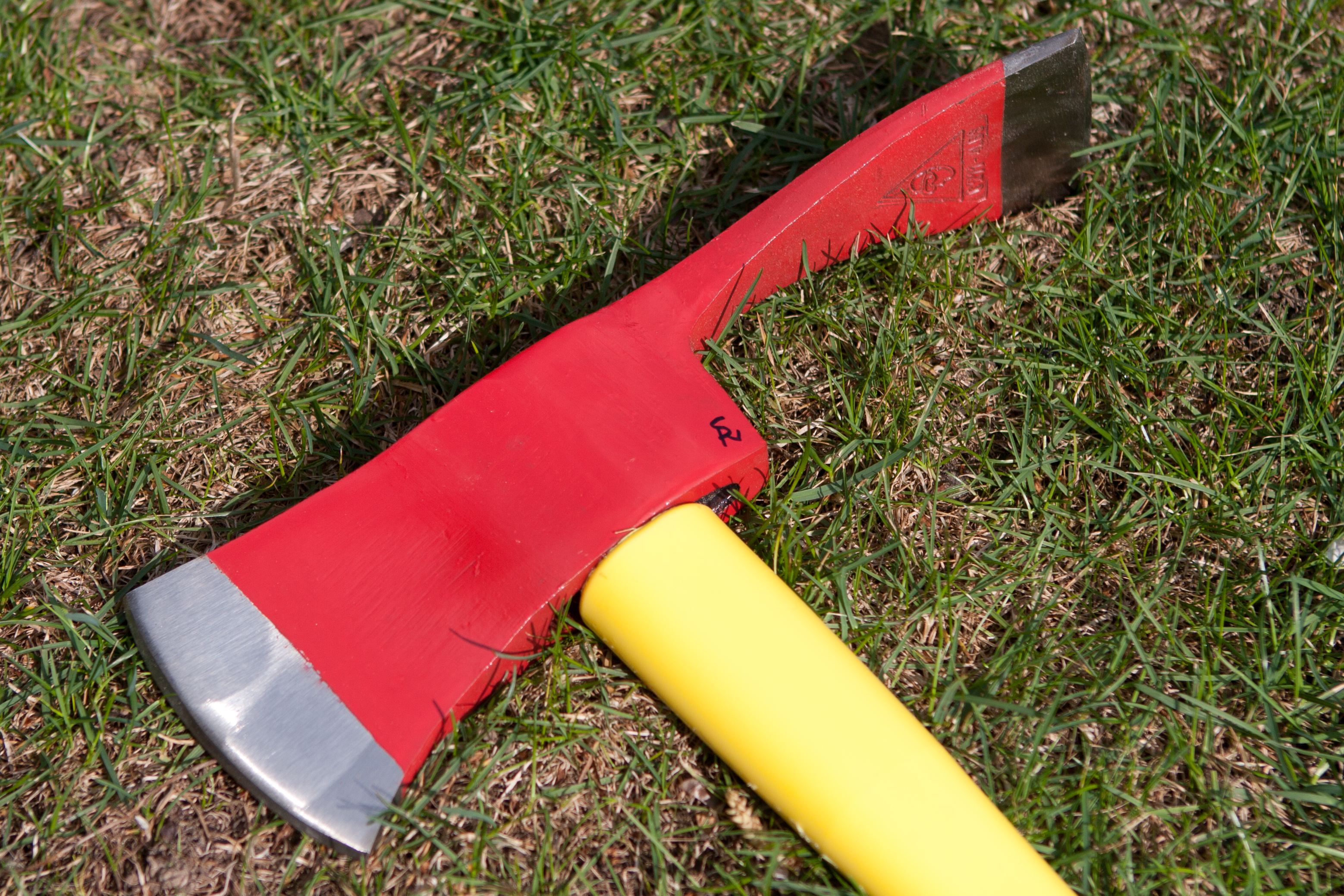
Kopf eines Pulaski mit Glasfaserstiel

Das Pulaski (auch Pulaski-Tool oder Pulaski-Axt) ist ein spezielles Werkzeug zur Waldbrandbekämpfung. Es wird vor allem in den Vereinigten Staaten und Kanada bei Feuerwehr und Forstbehörden eingesetzt. In den letzten Jahren hielt das Werkzeug auch Einzug in den deutschsprachigen Raum.
Der Kopf des Pulaski kombiniert Axt und Dechsel in einem Werkzeugkopf. Der Stiel wurde traditionell aus Holz gefertigt, wohingegen heutzutage aus Gewichtsgründen meist Kunststoff oder Glasfaser verwendet wird. Die Werkzeugkombination ermöglicht somit Schneid- und Grabarbeiten und deckt ein weites Einsatzspektrum ab. Es wird unter anderem beim Schaffen von Brandschneisen, dem Anlegen von Wanderwegen oder anderen Arbeiten des Garten- und Landschaftsbaus eingesetzt.

### Gorgui-Tool
Das Gorgui-Tool ist eine Kombination aus Pulaski (also Axt und Dechsel) und McLeod und wird wie das Pulaski vor allem zur Waldbrandbekämpfung eingesetzt.

## Die Dechsel in der Heraldik
Die Dechsel findet sich als gemeine Figur im Wappen. Diese heraldischen Darstellungen sind auch werkzeugkundlich interessant, weil sie jeweilige Regionalformen der Dechseln abbilden.
| Wappen | Träger  | Region                         | Blason und Anmerkungen                                                       | Sinnbild |
| ------ | ------- | ------------------------------ | ---------------------------------------------------------------------------- | -------- |
|        | Vinaixa | Garrigues, Lleida (Katalonien) | katalanisch aixa, spanisch azuela; silbern, aufrecht interessante Montierung |          |